# ثعبان البحر شائك البطن
ثعبان البحر شائك البطن (الاسم العلمي: Hydrophis hardwickii)، المعروف أيضًا باسم ثعبان البحر هاردويك أو ثعبان البحر شائك البطن هاردويك، هو نوع من ثعابين البحر السامة المنتمية إلى فصيلة العرابيد.

## النطاق الجغرافي
توجد غيدقة هاردويك في المياه الدافئة:
- الخليج العربي (الإمارات العربية المتحدة، إيران)
- المحيط الهندي (بنغلاديش، ميانمار، باكستان، سريلانكا، الهند)
- بحر الصين الجنوبي شمالا إلى سواحل فوجيان وشاندونغ
- مضيق تايوان
- الأرخبيل الهندي الأسترالي
- الساحل الشمالي لأستراليا (إقليم شمالي (أستراليا)، كوينزلاند، أستراليا الغربية)
- الفلبين، كمبوديا.[2]
- المحيط الهادي (تايلاند، إندونيسيا، الصين، اليابان، بابوا غينيا الجديدة)